# Estación de Saint-François-Xavier
La estación de Saint-François-Xavier es una estación de la línea 13 del metro de París situada en el VII distrito de la ciudad. 

## Historia
La estación fue abierta el 30 de diciembre de 1923 como parte de la línea 10. En 1937, la reestructuración de las líneas 7, 8 y 13 hizo que la estación fuera integrada en la antigua línea 14 que unía Porte de Vanves con Invalides. Finalmente, la desaparición de dicha línea y su fusión con el tramo Invalides - Saint-Lazare vía Miromesnil supusieron el nacimiento de la línea 13 y la integración de la estación a la misma el 9 de noviembre de 1976. 
Debe su nombre a la cercana iglesia de Saint-François-Xavier, dedicada al jesuita español Francisco de Jaso y Azpilicueta.

## Descripción
Se compone de dos vías y de dos andenes de 75 metros de longitud.
Está diseñada en bóveda elíptica revestida completamente de los clásicos azulejos blancos biselados del metro parisino, con la única excepción del zócalo que es de color marrón.Los paneles publicitarios emplean un fino marco dorado con adornos en la parte superior. 
Su iluminación ha sido renovada empleando el modelo vagues (olas) con estructuras casi adheridas a la bóveda que sobrevuelan ambos andenes proyectando la luz en varias direcciones.
La señalización por su parte usa la tipografía CMP donde el nombre de la estación aparece sobre un fondo de azulejos azules en letras blancas. Por último, los escasos asientos de la estación, especialmente separado los unos de los otros, son rojos, individualizados y de tipo Motte.
Desde el 2008, la estación dispone de puertas de andén y marcas amarillas en el suelo que buscan facilitar la salida y entrada de viajeros a los trenes.

## Accesos
La estación dispone de un único acceso situado en la plaza André-Tardieu. Es de piedra y de estilo neoclásico con el nombre de la estación grabado. Es obra del arquitecto francés, Joseph Cassien-Bernard.